# Llista de medallistes olímpics d'atletisme (homes)
Aquesta és una llista dels medallistes olímpics d'atletisme en categoria masculina:

## Medallistes

### Programa actual

#### 100 m
| Edició               | Or               | Plata              | Bronze            |
| 1896 Atenes          | Tom Burke        | Fritz Hoffmann     | Francis Lane      |
| 1896 Atenes          | Tom Burke        | Fritz Hoffmann     | Alojz Sokol       |
| 1900 París           | Frank Jarvis     | John Tewksbury     | Stanley Rowley    |
| 1904 St. Louis       | Archie Hahn      | Nate Cartmell      | William Hogenson  |
| 1908 Londres         | Reggie Walker    | James Rector       | Bobby Kerr        |
| 1912 Estocolm        | Ralph Craig      | Alvah Meyer        | Don Lippincott    |
| 1920 Anvers          | Charlie Paddock  | Morris Kirksey     | Harry Edward      |
| 1924 París           | Harold Abrahams  | Jackson Scholz     | Arthur Porritt    |
| 1928 Amsterdam       | Percy Williams   | Jack London        | Georg Lammers     |
| 1932 Los Angeles     | Eddie Tolan      | Ralph Metcalfe     | Arthur Jonath     |
| 1936 Berlín          | Jesse Owens      | Ralph Metcalfe     | Tinus Osendarp    |
| 1948 Londres         | Harrison Dillard | Barney Ewell       | Lloyd LaBeach     |
| 1952 Hèlsinki        | Lindy Remigino   | Herb McKenley      | Emmanuel McDonald |
| 1956 Melbourne       | Bobby Morrow     | Thane Baker        | Hector Hogan      |
| 1960 Roma            | Armin Hary       | David Sime         | Peter Radford     |
| 1964 Tòquio          | Bob Hayes        | Enrique Figuerola  | Harry Jerome      |
| 1968 Ciutat de Mèxic | Jim Hines        | Lennox Miller      | Charles Greene    |
| 1972 Múnic           | Valeri Borzov    | Robert Taylor      | Lennox Miller     |
| 1976 Mont-real       | Hasely Crawford  | Don Quarrie        | Valeri Borzov     |
| 1980 Moscou          | Allan Wells      | Silvio Leonard     | Petar Petrov      |
| 1984 Los Angeles     | Carl Lewis       | Sam Graddy         | Ben Johnson       |
| 1988 Seül            | Carl Lewis       | Linford Christie   | Calvin Smith      |
| 1992 Barcelona       | Linford Christie | Frankie Fredericks | Dennis Mitchell   |
| 1996 Atlanta         | Donovan Bailey   | Frankie Fredericks | Ato Boldon        |
| 2000 Sydney          | Maurice Greene   | Ato Boldon         | Obadele Thompson  |
| 2004 Atenes          | Justin Gatlin    | Francis Obikwelu   | Maurice Greene    |
| 2008 Pequín          | Usain Bolt       | Richard Thompson   | Walter Dix        |
| 2012 Londres         | Usain Bolt       | Yohan Blake        | Justin Gatlin     |
| 2016 Rio             | Usain Bolt       | Justin Gatlin      | Andre De Grasse   |
| 2020 Tòquio          | Marcell Jacobs   | Fred Kerley        | Andre De Grasse   |

#### 200 m
| Edició               | Or                    | Plata              | Bronze              |
| 1900 París           | John Tewksbury        | Norman Pritchard   | Stanley Rowley      |
| 1904 St. Louis       | Archie Hahn           | Nate Cartmell      | William Hogenson    |
| 1908 Londres         | Bobby Kerr            | Robert Cloughen    | Nate Cartmell       |
| 1912 Estocolm        | Ralph Craig           | Don Lippincott     | William Applegarth  |
| 1920 Anvers          | Allen Woodring        | Charlie Paddock    | Harry Edward        |
| 1924 París           | Jackson Scholz        | Charlie Paddock    | Eric Liddell        |
| 1928 Amsterdam       | Percy Williams        | Walter Rangeley    | Helmut Körnig       |
| 1932 Los Angeles     | Eddie Tolan           | George Simpson     | Ralph Metcalfe      |
| 1936 Berlín          | Jesse Owens           | Mack Robinson      | Tinus Osendarp      |
| 1948 Londres         | Mel Patton            | Barney Ewell       | Lloyd LaBeach       |
| 1952 Hèlsinki        | Andy Stanfield        | Thane Baker        | James Gathers       |
| 1956 Melbourne       | Bobby Joe Morrow      | Andy Stanfield     | Thane Baker         |
| 1960 Roma            | Livio Berruti         | Lester Carney      | Abdoulaye Seye      |
| 1964 Tòquio          | Henry Carr            | Paul Drayton       | Edwin Roberts       |
| 1968 Ciutat de Mèxic | Tommie Smith          | Peter Norman       | John Carlos         |
| 1972 Múnic           | Valeri Borzov         | Larry Black        | Pietro Mennea       |
| 1976 Mont-real       | Don Quarrie           | Millard Hampton    | Dwayne Evans        |
| 1980 Moscou          | Pietro Mennea         | Allan Wells        | Don Quarrie         |
| 1984 Los Angeles     | Carl Lewis            | Kirk Baptiste      | Thomas Jefferson    |
| 1988 Seül            | Joe DeLoach           | Carl Lewis         | Robson da Silva     |
| 1992 Barcelona       | Michael Marsh         | Frankie Fredericks | Michael Bates       |
| 1996 Atlanta         | Michael Johnson       | Frankie Fredericks | Ato Boldon          |
| 2000 Sydney          | Konstandinos Kenteris | Darren Campbell    | Ato Boldon          |
| 2004 Atenes          | Shawn Crawford        | Bernard Williams   | Justin Gatlin       |
| 2008 Pequín          | Usain Bolt            | Shawn Crawford     | Walter Dix          |
| 2012 Londres         | Usain Bolt            | Yohan Blake        | Warren Weir         |
| 2016 Rio             | Usain Bolt            | Andre De Grasse    | Christophe Lemaitre |
| 2020 Tòquio          | Andre De Grasse       | Kenny Bednarek     | Noah Lyles          |

#### 400 m
| Edició               | Or                 | Plata               | Bronze            |
| 1896 Atenes          | Tom Burke          | Herbert Jamison     | Charles Gmelin    |
| 1900 París           | Maxey Long         | William Holland     | Ernst Schultz     |
| 1904 St. Louis       | Harry Hillman      | Frank Waller        | Herman Groman     |
| 1908 Londres         | Wyndham Halswelle  | No es concedí       | No es concedí     |
| 1912 Estocolm        | Charles Reidpath   | Hanns Braun         | Edward Lindberg   |
| 1920 Anvers          | Bevil Rudd         | Guy Butler          | Nils Engdahl      |
| 1924 París           | Eric Liddell       | Horatio Fitch       | Guy Butler        |
| 1928 Amsterdam       | Ray Barbuti        | James Ball          | Joachim Büchner   |
| 1932 Los Angeles     | Bill Carr          | Ben Eastman         | Alex Wilson       |
| 1936 Berlín          | Archie Williams    | Godfrey Brown       | James LuValle     |
| 1948 Londres         | Arthur Wint        | Herb McKenley       | Mal Whitfield     |
| 1952 Hèlsinki        | George Rhoden      | Herb McKenley       | Ollie Matson      |
| 1956 Melbourne       | Charlie Jenkins    | Karl-Friedrich Haas | Voitto Hellsten   |
| 1956 Melbourne       | Charlie Jenkins    | Karl-Friedrich Haas | Ardalion Ignatyev |
| 1960 Roma            | Otis Davis         | Carl Kaufmann       | Malcolm Spence    |
| 1964 Tòquio          | Michael Larrabee   | Wendell Mottley     | Andrzej Badeński  |
| 1968 Ciutat de Mèxic | Lee Evans          | Larry James         | Ron Freeman       |
| 1972 Múnic           | Vincent Matthews   | Wayne Collett       | Julius Sang       |
| 1976 Mont-real       | Alberto Juantorena | Fred Newhouse       | Herman Frazier    |
| 1980 Moscou          | Viktor Markin      | Rick Mitchell       | Frank Schaffer    |
| 1984 Los Angeles     | Alonzo Babers      | Gabriel Tiacoh      | Antonio McKay     |
| 1988 Seül            | Steve Lewis        | Butch Reynolds      | Danny Everett     |
| 1992 Barcelona       | Quincy Watts       | Steve Lewis         | Samson Kitur      |
| 1996 Atlanta         | Michael Johnson    | Roger Black         | Davis Kamoga      |
| 2000 Sydney          | Michael Johnson    | Alvin Harrison      | Greg Haughton     |
| 2004 Atenes          | Jeremy Wariner     | Otis Harris         | Derrick Brew      |
| 2008 Pequín          | LaShawn Merritt    | Jeremy Wariner      | David Neville     |
| 2012 Londres         | Kirani James       | Luguelín Santos     | Lalonde Gordon    |
| 2016 Rio             | Wayde van Niekerk  | Kirani James        | LaShawn Merritt   |
| 2020 Tòquio          | Steven Gardiner    | Anthony Zambrano    | Kirani James      |

#### 800 m
| Edició               | Or                 | Plata               | Bronze             |
| 1896 Atenes          | Edwin Flack        | Nándor Dáni         | Dimítrios Golemis  |
| 1900 París           | Alfred Tysoe       | John Cregan         | David Hall         |
| 1904 St. Louis       | Jim Lightbody      | Howard Valentine    | Emil Breitkreutz   |
| 1908 Londres         | Mel Sheppard       | Emilio Lunghi       | Hanns Braun        |
| 1912 Estocolm        | Ted Meredith       | Mel Sheppard        | Ira Davenport      |
| 1920 Anvers          | Albert Hill        | Earl Eby            | Bevil Rudd         |
| 1924 París           | Douglas Lowe       | Paul Martin         | Schuyler Enck      |
| 1928 Amsterdam       | Douglas Lowe       | Erik Byléhn         | Hermann Engelhard  |
| 1932 Los Angeles     | Thomas Hampson     | Alex Wilson         | Phil Edwards       |
| 1936 Berlín          | John Woodruff      | Mario Lanzi         | Phil Edwards       |
| 1948 Londres         | Mal Whitfield      | Arthur Wint         | Marcel Hansenne    |
| 1952 Hèlsinki        | Mal Whitfield      | Arthur Wint         | Heinz Ulzheimer    |
| 1956 Melbourne       | Tom Courtney       | Derek Johnson       | Audun Boysen       |
| 1960 Roma            | Peter Snell        | Roger Moens         | George Kerr        |
| 1964 Tòquio          | Peter Snell        | Bill Crothers       | Wilson Kiprugut    |
| 1968 Ciutat de Mèxic | Ralph Doubell      | Wilson Kiprugut     | Tom Farrell        |
| 1972 Múnic           | Dave Wottle        | Yevgeniy Arzhanov   | Mike Boit          |
| 1976 Mont-real       | Alberto Juantorena | Ivo Van Damme       | Rick Wohlhuter     |
| 1980 Moscou          | Steve Ovett        | Sebastian Coe       | Nikolay Kirov      |
| 1984 Los Angeles     | Joaquim Cruz       | Sebastian Coe       | Earl Jones         |
| 1988 Seül            | Paul Ereng         | Joaquim Cruz        | Saïd Aouita        |
| 1992 Barcelona       | William Tanui      | Nixon Kiprotich     | Johnny Gray        |
| 1996 Atlanta         | Vebjørn Rodal      | Hezekiél Sepeng     | Fred Onyancha      |
| 2000 Sydney          | Nils Schumann      | Wilson Kipketer     | Djabir Saïd-Guerni |
| 2004 Atenes          | Yuriy Borzakovskiy | Mbulaeni Mulaudzi   | Wilson Kipketer    |
| 2008 Pequín          | Wilfred Bungei     | Ismail Ahmed Ismail | Alfred Kirwa Yego  |
| 2012 Londres         | David Rudisha      | Nigel Amos          | Timothy Kitum      |
| 2016 Rio             | David Rudisha      | Taoufik Makhloufi   | Clayton Murphy     |
| 2020 Tòquio          | Emmanuel Korir     | Ferguson Rotich     | Patryk Dobek       |

#### 1.500 m
| Edició               | Or                 | Plata              | Bronze              |
| 1896 Atenes          | Edwin Flack        | Arthur Blake       | Albin Lermusiaux    |
| 1900 París           | Charles Bennett    | Henri Deloge       | John Bray           |
| 1904 St. Louis       | Jim Lightbody      | William Verner     | Lacey Hearn         |
| 1908 Londres         | Mel Sheppard       | Harold Wilson      | Norman Hallows      |
| 1912 Estocolm        | Arnold Jackson     | Abel Kiviat        | Norman Taber        |
| 1920 Anvers          | Albert Hill        | Philip Baker       | Lawrence Shields    |
| 1924 París           | Paavo Nurmi        | Willy Schärer      | Henry Stallard      |
| 1928 Amsterdam       | Harry Larva        | Jules Ladoumègue   | Eino Purje          |
| 1932 Los Angeles     | Luigi Beccali      | Jerry Cornes       | Phil Edwards        |
| 1936 Berlín          | Jack Lovelock      | Glenn Cunningham   | Luigi Beccali       |
| 1948 Londres         | Henry Eriksson     | Lennart Strand     | Wim Slijkhuis       |
| 1952 Hèlsinki        | Josy Barthel       | Bob McMillen       | Werner Lueg         |
| 1956 Melbourne       | Ron Delany         | Klaus Richtzenhain | John Landy          |
| 1960 Roma            | Herb Elliott       | Michel Jazy        | István Rózsavölgyi  |
| 1964 Tòquio          | Peter Snell        | Josef Odložil      | John Davies         |
| 1968 Ciutat de Mèxic | Kipchoge Keino     | Jim Ryun           | Bodo Tümmler        |
| 1972 Múnic           | Pekka Vasala       | Kipchoge Keino     | Rod Dixon           |
| 1976 Mont-real       | John Walker        | Ivo van Damme      | Paul-Heinz Wellmann |
| 1980 Moscou          | Sebastian Coe      | Jürgen Straub      | Steve Ovett         |
| 1984 Los Angeles     | Sebastian Coe      | Steve Cram         | José Manuel Abascal |
| 1988 Seül            | Peter Rono         | Peter Elliott      | Jens-Peter Herold   |
| 1992 Barcelona       | Fermín Cacho       | Rachid El Basir    | Mohammed Suleiman   |
| 1996 Atlanta         | Noureddine Morceli | Fermín Cacho       | Stephen Kipkorir    |
| 2000 Sydney          | Noah Ngeny         | Hicham El Guerrouj | Bernard Lagat       |
| 2004 Atenes          | Hicham El Guerrouj | Bernard Lagat      | Rui Silva           |
| 2008 Pequín          | Asbel Kiprop       | Nick Willis        | Mehdi Baala         |
| 2012 Londres         | Taoufik Makhloufi  | Leonel Manzano     | Abdalaati Iguider   |
| 2016 Rio             | Matthew Centrowitz | Taoufik Makhloufi  | Nick Willis         |
| 2020 Tòquio          | Jakob Ingebrigtsen | Timothy Cheruiyot  | Josh Kerr           |

#### 5.000 m
| Edició               | Or                 | Plata             | Bronze            |
| 1912 Estocolm        | H. Kolehmainen     | Jean Bouin        | George Hutson     |
| 1920 Anvers          | Joseph Guillemot   | Paavo Nurmi       | Eric Backman      |
| 1924 París           | Paavo Nurmi        | Ville Ritola      | Edvin Wide        |
| 1928 Amsterdam       | Ville Ritola       | Paavo Nurmi       | Edvin Wide        |
| 1932 Los Angeles     | Lauri Lehtinen     | Ralph Hill        | Lauri Virtanen    |
| 1936 Berlín          | Gunnar Höckert     | Lauri Lehtinen    | Henry Jonsson     |
| 1948 Londres         | Gaston Reiff       | Emil Zátopek      | Wim Slijkhuis     |
| 1952 Hèlsinki        | Emil Zátopek       | Alain Mimoun      | Herbert Schade    |
| 1956 Melbourne       | Vladimir Kuts      | Gordon Pirie      | Derek Ibbotson    |
| 1960 Roma            | Murray Halberg     | Hans Grodotzki    | Kazimierz Zimny   |
| 1964 Tòquio          | Bob Schul          | Harald Norpoth    | William Dellinger |
| 1968 Ciutat de Mèxic | Mohammed Gammoudi  | Kipchoge Keino    | Naftali Temu      |
| 1972 Múnic           | Lasse Virén        | M. Gammoudi       | Ian Stewart       |
| 1976 Mont-real       | Lasse Virén        | Dick Quax         | Klaus Hildenbrand |
| 1980 Moscou          | Miruts Yifter      | Suleiman Nyambui  | Kaarlo Maaninka   |
| 1984 Los Angeles     | Saïd Aouita        | Markus Ryffel     | Antonio Leitão    |
| 1988 Seül            | John Ngugi         | Dieter Baumann    | Hansjörg Kunze    |
| 1992 Barcelona       | Dieter Baumann     | Paul Bitok        | Fita Bayisa       |
| 1996 Atlanta         | Vénuste Niyongabo  | Paul Bitok        | Khalid Boulami    |
| 2000 Sydney          | Million Wolde      | Ali Saidi-Sief    | Brahim Lahlafi    |
| 2004 Atenes          | Hicham El Guerrouj | Kenenisa Bekele   | Eliud Kipchoge    |
| 2008 Pequín          | Kenenisa Bekele    | Eliud Kipchoge    | Edwin Soi         |
| 2012 Londres         | Mo Farah           | Dejen Gebremeskel | Thomas Longosiwa  |
| 2016 Rio             | Mo Farah           | Paul Chelimo      | Hagos Gebrhiwet   |
| 2020 Tòquio          | Joshua Cheptegei   | Mohammed Ahmed    | Paul Chelimo      |

#### 10.000 m
| Edició               | Or                 | Plata             | Bronze              |
| 1912 Estocolm        | H. Kolehmainen     | Lewis Tewanima    | Albin Stenroos      |
| 1920 Anvers          | Paavo Nurmi        | Joseph Guillemot  | James Wilson        |
| 1924 Paris           | Ville Ritola       | Edvin Wide        | Eero Berg           |
| 1928 Amsterdam       | Paavo Nurmi        | Ville Ritola      | Edvin Wide          |
| 1932 Los Angeles     | Janusz Kusociński  | Volmari Iso-Hollo | Lasse Virtanen      |
| 1936 Berlín          | Ilmari Salminen    | Arvo Askola       | Volmari Iso-Hollo   |
| 1948 Londres         | Emil Zátopek       | Alain Mimoun      | Bertil Albertsson   |
| 1952 Hèlsinki        | Emil Zátopek       | Alain Mimoun      | Aleksandr Anufriyev |
| 1956 Melbourne       | Vladimir Kuts      | József Kovács     | Allan Lawrence      |
| 1960 Roma            | Pyotr Bolotnikov   | Hans Grodotzki    | David Power         |
| 1964 Tòquio          | Billy Mills        | Mohammed Gammoudi | Ron Clarke          |
| 1968 Ciutat de Mèxic | Naftali Temu       | Mamo Wolde        | m Gammoudi          |
| 1972 Múnic           | Lasse Virén        | Emiel Puttemans   | Miruts Yifter       |
| 1976 Mont-real       | Lasse Virén        | Carlos Lopes      | Brendan Foster      |
| 1980 Moscou          | Miruts Yifter      | Kaarlo Maaninka   | Mohamed Kedir       |
| 1984 Los Angeles     | Alberto Cova       | Mike McLeod       | Michael Musyoki     |
| 1988 Seül            | Brahim Boutayeb    | Salvatore Antibo  | Kipkemboi Kimeli    |
| 1992 Barcelona       | Khalid Skah        | Richard Chelimo   | Addis Abebe         |
| 1996 Atlanta         | Haile Gebrselassie | Paul Tergat       | Saleh Hissou        |
| 2000 Sydney          | Haile Gebrselassie | Paul Tergat       | Assefa Mezgebu      |
| 2004 Atenes          | Kenenisa Bekele    | Sileshi Sihine    | Zersenay Tadese     |
| 2008 Pequín          | Kenenisa Bekele    | Sileshi Sihine    | Micah Kogo          |
| 2012 Londres         | Mo Farah           | Galen Rupp        | Tariku Bekele       |
| 2016 Rio             | Mo Farah           | Paul Tanui        | Tamirat Tola        |
| 2020 Tòquio          | Selemon Barega     | Joshua Cheptegei  | Jacob Kiplimo       |

#### 110 m tanques
| Edició               | Or               | Plata              | Bronze              |
| 1896 Atenes          | Thomas Curtis    | Grantley Goulding  | No es concedí       |
| 1900 París           | Alvin Kraenzlein | John McLean        | Fred Moloney        |
| 1904 St. Louis       | Frederick Schule | Thaddeus Schideler | Lesley Ashburner    |
| 1908 Londres         | Forrest Smithson | John Garrels       | Arthur Shaw         |
| 1912 Estocolm        | Frederick Kelly  | James Wendell      | Martin Hawkins      |
| 1920 Anvers          | Earl Thomson     | Harold Barron      | Frederick Murray    |
| 1924 París           | Daniel Kinsey    | Sydney Atkinson    | Sten Pettersson     |
| 1928 Amsterdam       | Sydney Atkinson  | Steve Anderson     | John Collier        |
| 1932 Los Angeles     | George Saling    | Percy Beard        | Donald Finlay       |
| 1936 Berlín          | Forrest Towns    | Donald Finlay      | Frederick Pollard   |
| 1948 Londres         | William Porter   | Clyde Scott        | Craig Dixon         |
| 1952 Hèlsinki        | Harrison Dillard | Jack Davis         | Arthur Barnard      |
| 1956 Melbourne       | Lee Calhoun      | Jack Davis         | Joel Shankle        |
| 1960 Roma            | Lee Calhoun      | Willie May         | Hayes Jones         |
| 1964 Tòquio          | Hayes Jones      | Blaine Lindgren    | Anatoli Mikhàilov   |
| 1968 Ciutat de Mèxic | Willie Davenport | Ervin Hall         | Eddy Ottoz          |
| 1972 Múnic           | Rod Milburn      | Guy Drut           | Thomas Hill         |
| 1976 Mont-real       | Guy Drut         | Alejandro Casañas  | Willie Davenport    |
| 1980 Moscou          | Thomas Munkelt   | Alejandro Casañas  | Aleksandr Puchkov   |
| 1984 Los Angeles     | Roger Kingdom    | Greg Foster        | Arto Bryggare       |
| 1988 Seül            | Roger Kingdom    | Colin Jackson      | Tony Campbell       |
| 1992 Barcelona       | Mark McKoy       | Tony Dees          | Jack Pierce         |
| 1996 Atlanta         | Allen Johnson    | Mark Crear         | Florian Schwarthoff |
| 2000 Sydney          | Anier García     | Terrence Trammell  | Mark Crear          |
| 2004 Atenes          | Liu Xiang        | Terrence Trammell  | Anier García        |
| 2008 Pequín          | Dayron Robles    | David Payne        | David Oliver        |
| 2012 Londres         | Aries Merritt    | Jason Richardson   | Hansle Parchment    |
| 2016 Rio             | Omar McLeod      | Orlando Ortega     | Dimitri Bascou      |
| 2020 Tòquio          | Hansle Parchment | Grant Holloway     | Ronald Levy         |

#### 400 m tanques
| Edició               | Or                                   | Plata                                | Bronze                               |
| 1900 París           | John Tewksbury                       | Henri Tauzin                         | George Orton                         |
| 1904 St. Louis       | Harry Hillman                        | Frank Waller                         | George Poage                         |
| 1908 Londres         | Charles Bacon                        | Harry Hillman                        | Leonard Tremeer                      |
| 1912 Estocolm        | No fou inclòs en el programa olímpic | No fou inclòs en el programa olímpic | No fou inclòs en el programa olímpic |
| 1920 Antvers         | Frank Loomis                         | John Norton                          | August Desch                         |
| 1924 París           | Morgan Taylor                        | Erik Wilén                           | Ivan Riley                           |
| 1928 Amsterdam       | David Burghley                       | Frank Cuhel                          | Morgan Taylor                        |
| 1932 Los Angeles     | Bob Tisdall                          | Glenn Hardin                         | Morgan Taylor                        |
| 1936 Berlín          | Glenn Hardin                         | John Loaring                         | Miguel White                         |
| 1948 Londres         | Roy Cochran                          | Duncan White                         | Rune Larsson                         |
| 1952 Hèlsinki        | Charles Moore                        | Yuri Lituyev                         | John Holland                         |
| 1956 Melbourne       | Glenn Davis                          | Eddie Southern                       | Josh Culbreath                       |
| 1960 Roma            | Glenn Davis                          | Clifton Cushman                      | Richard Howard                       |
| 1964 Tòquio          | Rex Cawley                           | John Cooper                          | Salvatore Morale                     |
| 1968 Ciutat de Mèxic | David Hemery                         | Gerhard Hennige                      | John Sherwood                        |
| 1972 Múnic           | John Akii-Bua                        | Ralph Mann                           | David Hemery                         |
| 1976 Mont-real       | Edwin Moses                          | Michael Shine                        | Yevgeny Gavrilenko                   |
| 1980 Moscou          | Volker Beck                          | Vasili Arkhipenko                    | Gary Oakes                           |
| 1984 Los Angeles     | Edwin Moses                          | Danny Harris                         | Harald Schmid                        |
| 1988 Seül            | André Phillips                       | Amadou Dia Ba                        | Edwin Moses                          |
| 1992 Barcelona       | Kevin Young                          | Winthrop Graham                      | Kriss Akabusi                        |
| 1996 Atlanta         | Derrick Adkins                       | Samuel Matete                        | Calvin Davis                         |
| 2000 Sydney          | Angelo Taylor                        | Hadi Al Somayli                      | Llewellyn Herbert                    |
| 2004 Atenes          | Félix Sánchez                        | Danny McFarlane                      | Naman Keita                          |
| 2008 Pequín          | Angelo Taylor                        | Kerron Clement                       | Bershawn Jackson                     |
| 2012 Londres         | Félix Sánchez                        | Michael Tinsley                      | Javier Culson                        |
| 2016 Rio             | Kerron Clement                       | Boniface Tumuti                      | Yasmani Copello                      |
| 2020 Tòquio          | Karsten Warholm                      | Rai Benjamin                         | Alison dos Santos                    |

#### 3.000 m obstacles
| Edició               | Or                   | Plata                | Bronze             |
| 1920 Anvers          | Percy Hodge          | Patrick Flynn        | Ernesto Ambrosini  |
| 1924 París           | Ville Ritola         | Elias Katz           | Paul Bontemps      |
| 1928 Amsterdam       | Toivo Loukola        | Paavo Nurmi          | Ove Andersen       |
| 1932 Los Angeles     | Volmari Iso-Hollo    | Thomas Evenson       | Joe McCluskey      |
| 1936 Berlín          | Volmari Iso-Hollo    | Kalle Tuominen       | Alfred Dompert     |
| 1948 Londres         | Tore Sjöstrand       | Erik Elmsäter        | Göte Hagström      |
| 1952 Hèlsinki        | Horace Ashenfelter   | Vladimir Kazantsev   | John Disley        |
| 1956 Melbourne       | Chris Brasher        | Sándor Rozsnyói      | Ernst Larsen       |
| 1960 Roma            | Z. Krzyszkowiak      | Nikolay Sokolov      | Semyon Rzhishchin  |
| 1964 Tòquio          | Gaston Roelants      | Maurice Herriott     | Ivan Belyayev      |
| 1968 Ciutat de Mèxic | Amos Biwott          | Benjamin Kogo        | George Young       |
| 1972 Múnic           | Kipchoge Keino       | Ben Jipcho           | Tapio Kantanen     |
| 1976 Mont-real       | Anders Gärderud      | B. Malinowski        | Frank Baumgartl    |
| 1980 Moscou          | Bronisław Malinowski | Filbert Bayi         | Eshetu Tura        |
| 1984 Los Angeles     | Julius Korir         | Joseph Mahmoud       | Brian Diemer       |
| 1988 Seül            | Julius Kariuki       | Peter Koech          | Mark Rowland       |
| 1992 Barcelona       | Matthew Birir        | Patrick Sang         | William Mutwol     |
| 1996 Atlanta         | Joseph Keter         | Moses Kiptanui       | A. Lambruschini    |
| 2000 Sydney          | Reuben Kosgei        | Wilson Boit Kipketer | Ali Ezzine         |
| 2004 Atenes          | Ezekiel Kemboi       | Brimin Kipruto       | Paul Kipsiele      |
| 2008 Pequín          | Brimin Kipruto       | Mahiedine Mekhissi   | Richard Kipkemboi  |
| 2012 Londres         | Ezekiel Kemboi       | Mahiedine Mekhissi   | Abel Mutai         |
| 2016 Rio             | Conseslus Kipruto    | Evan Jager           | Mahiedine Mekhissi |
| 2020 Tòquio          | Soufiane El Bakkali  | Lamecha Girma        | Benjamin Kigen     |

#### 4x100 m relleus
| Edició               | Or | Plata                                                                                                   | Bronze                                                                                  |
| 1912 Estocolm        | Regne UnitDavid Jacobs · Henry Macintosh · Victor d'Arcy · William Applegarth                                    | SuèciaIvan Möller · Charles Luther · Ture Person · Knut Lindberg                                        | No es concedí                                                                           |
| 1920 Anvers          | Estats UnitsCharlie Paddock · Jackson Scholz · Loren Murchison · Morris Kirksey                                  | FrançaRené Lorain · René Tirard · René Mourlon · Émile Ali-Khan                                         | SuèciaAgne Holmström · William Petersson · Sven Malm · Nils Sandström                   |
| 1924 París           | Estats UnitsLoren Murchison · Louis Clarke · Frank Hussey · Alfred LeConey                                       | Regne UnitHarold Abrahams · Walter Rangeley · William Nichol · Lancelot Royle                           | Països BaixosJan de Vries · Jacob Boot · Harry Broos · Marinus van den Berge            |
| 1928 Amsterdam       | Estats UnitsFrank Wykoff · James Quinn · Charles Borah · Henry Russell                                           | AlemanyaGeorg Lammers · Richard Corts · Hubert Houben · Helmut Körnig                                   | Regne UnitCyril Gill · Teddy Smouha · Walter Rangeley · Jack London                     |
| 1932 Los Angeles     | Estats UnitsRobert Kiesel · Emmett Toppino · Hector Dyer · Frank Wykoff                                          | AlemanyaHelmut Körnig · Friedrich Hendrix · Erich Borchmeyer · Arthur Jonath                            | ItàliaGiuseppe Castelli · Ruggero Maregatti · Gabriele Salviati · Edgardo Toetti        |
| 1936 Berlín          | Estats UnitsJesse Owens · Ralph Metcalfe · Foy Draper · Frank Wykoff                                             | ItàliaOrazio Mariani · Gianni Caldana · Elio Ragni · Tullio Gonnelli                                    | AlemanyaWilhelm Leichum · Erich Borchmeyer · Erwin Gillmeister · Gerd Hornberger        |
| 1948 Londres         | Estats UnitsBarney Ewell · Lorenzo Wright · Harrison Dillard · Mel Patton                                        | Regne UnitJohn Archer · John Gregory · Alastair McCorquodale · Kenneth Jones                            | ItàliaMichele Tito · Enrico Perucconi · Antonio Siddi · Carlo Monti                     |
| 1952 Hèlsinki        | Estats UnitsDean Smith · Harrison Dillard · Lindy Remigino · Andy Stanfield                                      | Unió SovièticaBoris Tokaryev · Levan Kalyayev · Levan Sanadze · Vladimir Sukharyev                      | HongriaLászló Zarándi · Géza Varasdi · György Csányi · Bela Goldoványi                  |
| 1956 Melbourne       | Estats UnitsIra Murchison · Leamon King · Thane Baker · Bobby Joe Morrow                                         | Unió SovièticaLeonid Bartenev · Boris Tokaryev · Yuri Konovalov · Vladimir Sukharyev                    | AlemanyaLothar Knörzer · Leonhard Pohl · Heinz Fütterer · Manfred Germar                |
| 1960 Roma            | AlemanyaBernd Cullmann · Armin Hary · Walter Mahlendorf · Martin Lauer                                           | Unió SovièticaGusman Kosanov · Leonid Bartenev · Yuri Konovalov · Edvin Ozolinš                         | Regne UnitPeter Radford · David Jones · David Segal · Neville Whitehead                 |
| 1964 Tòquio          | Estats UnitsPaul Drayton · Gerald Ashworth · Richard Stebbins · Bob Hayes                                        | PolòniaAndrzej Zieliński · Wiesław Maniak · Marian Foik · Marian Dudziak                                | FrançaPaul Genevay · Bernard Laidebeur · Claude Piquemal · Jocelyn Delecour             |
| 1968 Ciutat de Mèxic | Estats UnitsCharles Greene · Melvin Pender · Ronnie Ray Smith · Jim Hines                                        | CubaHermes Ramírez · Juan Morales · Pablo Montes · Enrique Figuerola                                    | FrançaGérard Fénouil · Jocelyn Delecour · Claude Piquemal · Roger Bambuck               |
| 1972 Múnic           | Estats UnitsLarry Black · Robert Taylor · Gerald Tinker · Edward Hart                                            | Unió SovièticaAleksandr Kornelyuk · Vladimir Lovetsky · Juris Silovs · Valeri Borzov                    | RFAJobst Hirscht · Karlheinz Klotz · Gerhard Wucherer · Klaus Ehl                       |
| 1976 Mont-real       | Estats UnitsHarvey Glance · John Wesley Jones · Millard Hampton · Steven Riddick                                 | RDAManfred Kokot · Jörg Pfeifer · Klaus-Dieter Kurrat · Alexander Thieme                                | Unió SovièticaAleksandr Aksinin · Nikolai Kolésnikov · Juris Silovs · Valeri Borzov     |
| 1980 Moscou          | Unió SovièticaVladimir Muravyov · Nikolay Sidorov · Aleksandr Aksinin · Andrei Prokófiev                         | PolòniaKrzysztof Zwoliński · Zenon Licznerski · Leszek Dunecki · Marian Woronin                         | FrançaAntoine Richard Pascal Barré Patrick Barré Hermann Panzo                          |
| 1984 Los Angeles     | Estats UnitsSam Graddy · Ron Brown · Calvin Smith · Carl Lewis                                                   | JamaicaAlbert Lawrence · Greg Meghoo · Don Quarrie · Ray Stewart                                        | CanadàBen Johnson · Tony Sharpe · Desai Williams · Sterling Hinds                       |
| 1988 Seül            | Unió SovièticaViktor Bryzgin · Vladimir Krylov · Vladimir Muravyov · Vitaly Savin                                | Regne UnitElliot Bunney · John Regis · Michael McFarlane · Linford Christie                             | FrançaBruno Marie-Rose · Daniel Sangouma · Gilles Quenehervé · Max Morinière            |
| 1992 Barcelona       | Estats UnitsMichael Marsh · Leroy Burrell · Dennis Mitchell · Carl Lewis · James Jett                            | NigèriaOluyemi Kayode · Chidi Imoh · Olapade Adeniken · Davidson Ezinwa · Osmond Ezinwa                 | CubaAndrés Simón · Joel Lamela · Joel Isasi · Jorge Aguilera                            |
| 1996 Atlanta         | CanadàRobert Esmie · Glenroy Gilbert · Bruny Surin · Donovan Bailey · Carlton Chambers                           | Estats UnitsJon Drummond · Tim Harden · Michael Marsh · Dennis Mitchell · Tim Montgomery                | BrasilArnaldo da Silva · Robson da Silva · Edson Ribeiro · André da Silva               |
| 2000 Sydney          | Estats UnitsJon Drummond · Bernard Williams · Brian Lewis · Maurice Greene · Tim Montgomery · Kenneth Brokenburr | BrasilVicente de Lima · Edson Ribeiro · André da Silva · Claudinei da Silva · Claudio Souza             | CubaJosé Angel Cesar · Luis Alberto Pérez · Ivan García · Freddy Mayola                 |
| 2004 Atenes          | Regne UnitJason Gardener · Darren Campbell · Marlon Devonish · Mark Lewis-Francis                                | Estats UnitsShawn Crawford · Justin Gatlin · Coby Miller · Maurice Greene · Darvis Patton               | NigèriaOlusoji Fasuba · Uchenna Emedolu · Aaron Egbele · Deji Aliu                      |
| 2008 Pequín          | JamaicaUsain Bolt · Asafa Powell · Nesta Carter · Michael Frater · Dwight Thomas                                 | Trinitat i Tobago Emmanuel Callender · Richard Thompson · Aaron Armstrong · Marc Burns · Keston Bledman | JapóNaoki Tsukahara · Shingo Suetsugu · Shinji Takahira · Nobuharu Asahara              |
| 2012 Londres         | JamaicaNesta Carter · Michael Frater · Yohan Blake · Usain Bolt · Kemar Bailey-Cole                              | Estats UnitsTrell Kimmons · Justin Gatlin · Tyson Gay · Ryan Bailey · Jeff Demps · Darvis Patton        | Trinitat i Tobago Richard Thompson · Marc Burns · Emmanuel Callender · Keston Bledman   |
| 2016 Rio             | JamaicaAsafa Powell · Yohan Blake · Nickel Ashmeade · Usain Bolt · Jevaughn Minzie* · Kemar Bailey-Cole*         | JapóRyota Yamagata · Shota Iizuka · Yoshihide Kiryu · Asuka Cambridge                                   | CanadàAkeem Haynes · Aaron Brown · Brendon Rodney · Andre De Grasse · Mobolade Ajomale* |
| 2020 Tòquio          | ItàliaLorenzo Patta · Marcell Jacobs · Fausto Desalu · Filippo Tortu                                             | Regne UnitChijindu Ujah · Zharnel Hughes · Richard Kilty · Nethaneel Mitchell-Blake                     | CanadàAaron Brown · Jerome Blake · Brendon Rodney · Andre De Grasse                     |

* Indica que des de 1992 els atletes que només corren en les proves preliminars també reben la medalla corresponent

#### 4x400 m relleus
| Edició               | Or | Plata | Bronze                                                                                                   |
| 1912 Estocolm        | Estats UnitsMel Sheppard · Edward Lindberg · Ted Meredith · Charles Reidpath                                                    | FrançaCharles Lelong · Robert Schurrer · Pierre Failliot · Charles Poulenard                                         | Regne UnitGeorge Nicol · Ernest Henley · James Soutter · Cyril Seedhouse                                 |
| 1920 Anvers          | Regne UnitCecil Griffiths · Robert Lindsay · John Ainsworth-Davies · Guy Butler                                                 | Sud-àfricaHenning Dafel Clarence Oldfield Jack Oosterlaak Bevil Rudd                                                 | FrançaGeorges André · Gaston Féry · Maurice Delvart · André Devaux                                       |
| 1924 París           | Estats UnitsCommodore Cochran · Alan Helffrich · Oliver MacDonald · William Stevenson                                           | SuèciaArtur Svensson · Erik Byléhn · Gustaf Weijnarth · Nils Engdahl                                                 | Regne UnitEdward Toms · George Renwick · Richard Ripley · Guy Butler                                     |
| 1928 Amsterdam       | Estats UnitsGeorge Baird · Emerson Spencer · Frederick Alderman · Ray Barbuti                                                   | AlemanyaOtto Neumann · Harry Storz · Richard Krebs · Hermann Engelhard                                               | CanadàAlex Wilson · Phil Edwards · Stanley Glover · James Ball                                           |
| 1932 Los Angeles     | Estats UnitsIvan Fuqua · Edgar Ablowich · Karl Warner · Bill Carr                                                               | Regne UnitCrew Stoneley · Thomas Hampson · David Burghley · Godfrey Rampling                                         | CanadàRay Lewis · James Ball · Phil Edwards · Alex Wilson                                                |
| 1936 Berlín          | Regne UnitFrederick Wolff · Godfrey Rampling · William Roberts · Godfrey Brown                                                  | Estats UnitsHarold Cagle · Robert Young · Edward O’Brien · Alfred Fitch                                              | AlemanyaHelmut Hamann · Friedrich von Stülpnagel · Harry Voigt · Rudolf Harbig                           |
| 1948 Londres         | Estats UnitsArthur Harnden · Clifford Bourland · Roy Cochran · Mal Whitfield                                                    | FrançaJean Kerebel · Francois Schewetta · Robert Chef d'Hotel · Jacques Lunis                                        | SuèciaKurt Lundquist · Lars Wolfbrandt · Folke Alnevik · Rune Larsson                                    |
| 1952 Hèlsinki        | JamaicaArthur Wint · Leslie Laing · Herb McKenley · George Rhoden                                                               | Estats UnitsOllie Matson · Gerald Cole · Charles Moore · Mal Whitfield                                               | AlemanyaHans Geister · Günther Steines · Heinz Ulzheimer · Karl-Friedrich Haas                           |
| 1956 Melbourne       | Estats UnitsCharlie Jenkins · Louis Jones · Jesse Mashburn · Tom Courtney                                                       | AustràliaGraham Gipson · Leon Gregory · David Lean · Kevan Gosper                                                    | Regne UnitFrancis Higgins · Michael Wheeler · John Salisbury · Derek Johnson                             |
| 1960 Roma            | Estats UnitsJack Yerman · Earl Young · Glenn Davis · Otis Davis                                                                 | AlemanyaJoachim Reske · Manfred Kinder · Johannes Kaiser · Carl Kaufmann                                             | Índies OccidentalsMalcolm Spence · James Wedderburn · Keith Gardner · George Kerr                        |
| 1964 Tòquio          | Estats UnitsOllan Cassell · Michael Larrabee · Ulis Williams · Henry Carr                                                       | Regne UnitTimothy Graham · Adrian Metcalfe · John Cooper · Robbie Brightwell                                         | Trinitat i Tobago Edwin Skinner · Kent Bernard · Edwin Roberts · Wendell Mottley                         |
| 1968 Ciutat de Mèxic | Estats UnitsVincent Matthews · Ron Freeman · Larry James · Lee Evans                                                            | KenyaDaniel Rudisha · Hezahiah Nyamau · Naftali Bon · Charles Asati                                                  | RFAHelmar Müller · Manfred Kinder · Gerhard Hennige · Martin Jellinghaus                                 |
| 1972 Múnic           | KenyaCharles Asati · Hezahiah Nyamau · Robert Ouko · Julius Sang                                                                | Regne UnitMartin Reynolds · Alan Pascoe · David Hemery · David Jenkins                                               | FrançaGilles Bertould · Daniel Velasques · Francis Kerbiriou · Jacques Carette                           |
| 1976 Mont-real       | Estats UnitsHerman Frazier · Benjamin Brown · Fred Newhouse · Maxie Parks                                                       | PolòniaRyszard Podlas · Jan Werner · Zbigniew Jaremski · Jerzy Pietrzyk                                              | RFAFranz-Peter Hofmeister · Lothar Krieg · Harald Schmid · Bernd Herrmann                                |
| 1980 Moscou          | Unió SovièticaRemigijus Valiulis · Mikhail Linge · Nikolay Chernetsky · Viktor Markin                                           | RDAKlaus Thiele · Andreas Knebel · Frank Schaffer · Volker Beck                                                      | ItàliaStefano Malinverni Mauro Zuliani Roberto Tozzi Pietro Mennea                                       |
| 1984 Los Angeles     | Estats UnitsSunder Nix · Ray Armstead · Alonzo Babers · Antonio McKay                                                           | Regne UnitKriss Akabusi · Garry Cook · Todd Bennett · Philip Brown                                                   | NigèriaSunday Uti · Moses Ugbusien · Rotimi Peters · Innocent Egbunike                                   |
| 1988 Seül            | Estats UnitsDanny Everett · Steve Lewis · Kevin Robinzine · Butch Reynolds                                                      | JamaicaHoward Davis · Devon Morris · Winthrop Graham · Bertland Cameron                                              | RFANorbert Dobeleit · Edgar Itt · Jörg Vaihinger · Ralf Lübke                                            |
| 1992 Barcelona       | Estats UnitsAndrew Valmon · Quincy Watts · Michael Johnson · Steve Lewis · Darnell Hall · Charles Jenkins                       | CubaLazaro Martínez · Hector Herrera · Norberto Téllez · Roberto Hernández                                           | Regne UnitRoger Black · David Grindley · Kriss Akabusi · John Regis · Du'aine Ladejo · Mark Richardson   |
| 1996 Atlanta         | Estats UnitsLaMont Smith · Alvin Harrison · Derek Mills · Anthuan Maybank · Jason Rouser                                        | Regne UnitIwan Thomas · Jamie Baulch · Mark Richardson · Roger Black · Du'aine Ladejo · Mark Hylton                  | JamaicaMichael McDonald · Roxbert Martin · Greg Haughton · Davian Clarke · Dennis Blake · Garth Robinson |
| 2000 Sydney          | NigèriaClement Chukwu · Jude Monye · Sunday Bada · Enefiok Udo-Obong · Nduka Awazie* · Fidelis Gadzama*                         | JamaicaMichael Blackwood · Greg Haughton · Christopher Williams · Danny McFarlane · Sanjay Ayre* · Michael McDonald* | BahamesAvard Moncur · Troy McIntosh · Carl Oliver · Chris Brown · Timothy Munnings*                      |
| 2004 Atenes          | Estats UnitsOtis Harris · Derrick Brew · Jeremy Wariner · Darold Williamson · Kelly Willie · Andrew Rock                        | AustràliaJohn Steffensen · Mark Ormrod · Patrick Dwyer · Clinton Hill                                                | NigèriaJames Godday · Musa Audu · Saul Weigopwa · Enefiok Udo Obong                                      |
| 2008 Pequín          | Estats UnitsLaShawn Merritt · Angelo Taylor · David Neville · Jeremy Wariner · Kerron Clement · Regi Witherspoon                | BahamesAndretti Bain · Michael Mathieu · Andrae Williams · Chris Brown · Avard Moncur · Ramon Miller                 | RússiaMaksim Dyldin · Vladislav Frolov · Anton Kokorin · Denis Alekseyev                                 |
| 2012 Londres         | BahamesChris Brown · Michael Mathieu · Ramon Miller · Demetrius Pinder · Wesley Neymour · Andrae Williams                       | Estats UnitsJoshua Mance · Manteo Mitchell · Tony McQuay · Bryshon Nellum · Angelo Taylor                            | Trinitat i Tobago Ade Alleyne-Forte · Lalonde Gordon · Deon Lendore · Jarrin Solomon                     |
| 2016 Rio             | Estats UnitsArman Hall · Tony McQuay · Gil Roberts · LaShawn Merritt · Kyle Clemons* · David Verburg*                           | JamaicaPeter Matthews · Nathon Allen · Fitzroy Dunkley · Javon Francis · Rusheen McDonald*                           | BahamesAlonzo Russell · Michael Mathieu · Steven Gardiner · Chris Brown · Stephen Newbold*               |
| 2020 Tòquio          | Estats UnitsMichael Cherry · Michael Norman · Bryce Deadmon · Rai Benjamin · Vernon Norwood* · Randolph Ross* · Trevor Stewart* | Països BaixosLiemarvin Bonevacia · Terrence Agard · Tony van Diepen · Ramsey Angela · Jochem Dobber*                 | BotswanaIsaac Makwala · Baboloki Thebe · Zibane Ngozi · Bayapo Ndori                                     |

* Indica que des de 1992 els atletes que només corren en les proves preliminars també reben la medalla corresponent

#### Marató
| Edició               | Or                   | Plata                | Bronze            |
| 1896 Atenes          | Spirídon Luïs        | Kharílaos Vassilakos | Gyula Kellner     |
| 1900 París           | Michel Théato        | Émile Champion       | Ernst Fast        |
| 1904 St. Louis       | Thomas J. Hicks      | Albert Coray         | Arthur Newton     |
| 1908 Londres         | Johnny Hayes         | Charles Hefferon     | Joseph Forshaw    |
| 1912 Estocolm        | Kenneth McArthur     | Christian Gitsham    | Gaston Strobino   |
| 1920 Anvers          | Hannes Kolehmainen   | Jüri Lossmann        | Valerio Arri      |
| 1924 París           | Albin Stenroos       | Romeo Bertini        | Clarence DeMar    |
| 1928 Amsterdam       | Boughera El Ouafi    | Manuel Plaza         | Martti Marttelin  |
| 1932 Los Angeles     | Juan Carlos Zabala   | Samuel Ferris        | Armas Toivonen    |
| 1936 Berlín          | Sohn Kee-chung       | Ernest Harper        | Nam Sung-yong     |
| 1948 Londres         | Delfo Cabrera        | Thomas Richards      | Etienne Gailly    |
| 1952 Hèlsinki        | Emil Zátopek         | Reinaldo Gorno       | Gustaf Jansson    |
| 1956 Melbourne       | Alain Mimoun         | Franjo Mihalić       | Veikko Karvonen   |
| 1960 Roma            | Abebe Bikila         | Rhadi Abdesselam     | Barry Magee       |
| 1964 Tòquio          | Abebe Bikila         | Basil Heatley        | Kokichi Tsuburaya |
| 1968 Ciutat de Mèxic | Mamo Wolde           | Kenji Kimihara       | Mike Ryan         |
| 1972 Múnic           | Frank Shorter        | Karel Lismont        | Mamo Wolde        |
| 1976 Mont-real       | Waldemar Cierpinski  | Frank Shorter        | Karel Lismont     |
| 1980 Moscou          | Waldemar Cierpinski  | Gerard Nijboer       | S. Dzhumanazarov  |
| 1984 Los Angeles     | Carlos Lopes         | John Treacy          | Charlie Spedding  |
| 1988 Seül            | Gelindo Bordin       | Douglas Wakiihuri    | Ahmed Salah       |
| 1992 Barcelona       | Hwang Young-Cho      | Koichi Morishita     | Stephan Freigang  |
| 1996 Atlanta         | Josia Thugwane       | Lee Bong-Ju          | Erick Wainaina    |
| 2000 Sydney          | Gezahegne Abera      | Erick Wainaina       | Tesfaye Tola      |
| 2004 Atenes          | Stefano Baldini      | Mebrahtom Keflezighi | Vanderlei de Lima |
| 2008 Pequín          | Samuel Kamau Wanjiru | Jaouad Gharib        | Tsegay Kebede     |
| 2012 Londres         | Stephen Kiprotich    | Abel Kirui           | Wilson Kiprotich  |
| 2016 Rio             | Eliud Kipchoge       | Feyisa Lelisa        | Galen Rupp        |
| 2020 Tòquio          | Eliud Kipchoge       | Abdi Nageeye         | Bashir Abdi       |

#### 20 km marxa
| Edició               | Or                  | Plata              | Bronze              |
| 1956 Melbourne       | Leonid Spirin       | Antanas Mikėnas    | Bruno Junk          |
| 1960 Roma            | V. Holubnitxi       | Noel Freeman       | Stanley Vickers     |
| 1964 Tòquio          | Kenneth Matthews    | Dieter Lindner     | V. Holubnitxi       |
| 1968 Ciutat de Mèxic | V. Holubnitxi       | José Pedraza       | Nikolay Smaga       |
| 1972 Múnic           | Peter Frenkel       | V. Holubnitxi      | Hans Reimann        |
| 1976 Mont-real       | Daniel Bautista     | Hans Reimann       | Peter Frenkel       |
| 1980 Moscou          | Maurizio Damilano   | Pyotr Pochenchuk   | Roland Wieser       |
| 1984 Los Angeles     | Ernesto Canto       | Raúl González      | Maurizio Damilano   |
| 1988 Seül            | Jozef Pribilinec    | Ronald Weigel      | Maurizio Damilano   |
| 1992 Barcelona       | Daniel Plaza        | Guillaume LeBlanc  | Giovanni Benedictis |
| 1996 Atlanta         | Jefferson Pérez     | Ilià Màrkov        | Bernardo Segura     |
| 2000 Sydney          | Robert Korzeniowski | Noe Hernández      | Vladímir Andréiev   |
| 2004 Atenes          | Ivano Brugnetti     | Paquillo Fernández | Nathan Deakes       |
| 2008 Pequín          | Valeriy Borchin     | Jefferson Pérez    | Jared Tallent       |
| 2012 Londres         | Chen Ding           | Erick Barrondo     | Wang Zhen           |
| 2016 Rio             | Wang Zhen           | Cai Zelin          | Dane Bird-Smith     |
| 2020 Tòquio          | Massimo Stano       | Koki Ikeda         | Toshikazu Yamanishi |

#### 50 km marxa
| Edició               | Or                                   | Plata                                | Bronze                               |
| 1932 Los Angeles     | Thomas Green                         | Jānis Daliņš                         | Ugo Frigerio                         |
| 1936 Berlín          | Harold Whitlock                      | Arthur Schwab                        | Adalberts Bubenko                    |
| 1948 Londres         | John Ljunggren                       | Gaston Godel                         | Tebbs Lloyd Johnson                  |
| 1952 Hèlsinki        | Giuseppe Dordoni                     | Josef Dolezal                        | Antal Róka                           |
| 1956 Melbourne       | Norman Read                          | Yevgeni Maskinskov                   | John Ljunggren                       |
| 1960 Roma            | Don Thompson                         | John Ljunggren                       | Abdon Pamich                         |
| 1964 Tòquio          | Abdon Pamich                         | Paul Nihill                          | Ingvar Pettersson                    |
| 1968 Ciutat de Mèxic | Christoph Höhne                      | Antal Kiss                           | Larry Young                          |
| 1972 Múnic           | Bernd Kannenberg                     | Veniamin Soldatenko                  | Larry Young                          |
| 1976 Mont-real       | No fou inclòs en el programa olímpic | No fou inclòs en el programa olímpic | No fou inclòs en el programa olímpic |
| 1980 Moscou          | Hartwig Gauder                       | Jordi Llopart                        | Yevgeniy Ivchenko                    |
| 1984 Los Angeles     | Raúl González                        | Bo Gustafsson                        | Sandro Bellucci                      |
| 1988 Seül            | Vyacheslav Ivanenko                  | Ronald Weigel                        | Hartwig Gauder                       |
| 1992 Barcelona       | Andrei Pérlov                        | Carlos Mercenario                    | Ronald Weigel                        |
| 1996 Atlanta         | Robert Korzeniowski                  | Mikhaïl Sxénnikov                    | Valentí Massana                      |
| 2000 Sydney          | Robert Korzeniowski                  | Aigars Fadejevs                      | Joel Sánchez                         |
| 2004 Atenes          | Robert Korzeniowski                  | Denis Nizhegorodov                   | Aleksey Voyevodin                    |
| 2008 Pequín          | Alex Schwazer                        | Jared Tallent                        | Denis Nizhegorodov                   |
| 2012 Londres         | Jared Tallent                        | Si Tianfeng                          | Robert Heffernan                     |
| 2016 Rio             | Matej Tóth                           | Jared Tallent                        | Hirooki Arai                         |
| 2020 Tòquio          | Dawid Tomala                         | Jonathan Hilbert                     | Evan Dunfee                          |

#### Salt d'alçada
| Edició               | Or                 | Plata              | Bronze             |
| 1896 Atenes          | Ellery Clark       | James Connolly     | No es concedí      |
| 1896 Atenes          | Ellery Clark       | Robert Garrett     | No es concedí      |
| 1900 París           | Irving Baxter      | Patrick Leahy      | Lajos Gönczy       |
| 1904 St. Louis       | Samuel Jones       | Garrett Serviss    | Paul Weinstein     |
| 1908 Londres         | Harry Porter       | Georges André      | No es concedí      |
| 1908 Londres         | Harry Porter       | Cornelius Leahy    | No es concedí      |
| 1908 Londres         | Harry Porter       | István Somodi      | No es concedí      |
| 1912 Estocolm        | Alma Richards      | Hans Liesche       | George Horine      |
| 1920 Anvers          | Richmond Landon    | Harold Muller      | Bo Ekelund         |
| 1924 París           | Harold Osborn      | Leroy Brown        | Pierre Lewden      |
| 1928 Amsterdam       | Robert Wade King   | Benjamin Hedges    | Claude Ménard      |
| 1932 Los Angeles     | Duncan McNaughton  | Robert van Osdel   | Simeon Toribio     |
| 1936 Berlín          | Cornelius Johnson  | Dave Albritton     | Delos Thurber      |
| 1948 Londres         | John Winter        | Bjørn Paulson      | George Stanich     |
| 1952 Hèlsinki        | Walter Davis       | Kenneth Wiesner    | José da Conceição  |
| 1956 Melbourne       | Charles Dumas      | Charles Porter     | Igor Kashkarov     |
| 1960 Roma            | Robert Shavlakadze | Valeriy Brumel     | John Thomas        |
| 1964 Tòquio          | Valeriy Brumel     | John Thomas        | John Rambo         |
| 1968 Ciutat de Mèxic | Dick Fosbury       | Ed Caruthers       | Valentin Gavrilov  |
| 1972 Múnic           | Jüri Tarmak        | Stefan Junge       | Dwight Stones      |
| 1976 Mont-real       | Jacek Wszoła       | Greg Joy           | Dwight Stones      |
| 1980 Moscou          | Gerd Wessig        | Jacek Wszoła       | Jörg Freimuth      |
| 1984 Los Angeles     | Dietmar Mögenburg  | Patrik Sjöberg     | Zhu Jianhua        |
| 1988 Seül            | Gennadiy Avdeyenko | Hollis Conway      | Rudolf Povarnitsyn |
| 1988 Seül            | Gennadiy Avdeyenko | Hollis Conway      | Patrik Sjöberg     |
| 1992 Barcelona       | Javier Sotomayor   | Patrik Sjöberg     | Hollis Conway      |
| 1992 Barcelona       | Javier Sotomayor   | Patrik Sjöberg     | Tim Forsyth        |
| 1992 Barcelona       | Javier Sotomayor   | Patrik Sjöberg     | Artur Partyka      |
| 1996 Atlanta         | Charles Austin     | Artur Partyka      | Steve Smith        |
| 2000 Sydney          | Serguei Kliuguin   | Javier Sotomayor   | Abderahmane Hammad |
| 2004 Atenes          | Stefan Holm        | Matt Hemingway     | Jaroslav Baba      |
| 2008 Pequín          | Andrei Silnov      | Germaine Mason     | Yaroslav Rybakov   |
| 2012 Londres         | Ivan Ukhov         | Erik Kynard Jr.    | Mutaz Essa Barshim |
| 2012 Londres         | Ivan Ukhov         | Erik Kynard Jr.    | Derek Drouin       |
| 2012 Londres         | Ivan Ukhov         | Erik Kynard Jr.    | Robert Grabarz     |
| 2016 Rio             | Derek Drouin       | Mutaz Essa Barshim | Bohdan Bondarenko  |
| 2020 Tòquio          | Gianmarco Tamberi  | No es concedí      | Maksim Nedasekau   |
| 2020 Tòquio          | Mutaz Essa Barshim | No es concedí      | Maksim Nedasekau   |

#### Salt amb perxa
| Edició               | Or                   | Plata                | Bronze                         |
| 1896 Atenes          | Welles Hoyt          | Albert Tyler         | Evànguelos Damaskos            |
| 1896 Atenes          | Welles Hoyt          | Albert Tyler         | I. Theodorópulos               |
| 1900 París           | Irving Baxter        | Meredith Colket      | Carl Andersen                  |
| 1904 St. Louis       | Charles Dvorak       | LeRoy Samse          | Louis Wilkins                  |
| 1908 Londres         | Edward Cook          | No es concedí        | Edward Archibald               |
| 1908 Londres         | Edward Cook          | No es concedí        | Clare Jacobs                   |
| 1908 Londres         | Alfred Gilbert       | No es concedí        |                                |
| 1908 Londres         | Bruno Söderström     | No es concedí        |                                |
| 1912 Estocolm        | Harry Babcock        | Frank Nelson         | William Happenny               |
| 1912 Estocolm        | Harry Babcock        | Frank Nelson         | Frank Murphy                   |
| 1912 Estocolm        | Harry Babcock        | Marc Wright          |                                |
| 1912 Estocolm        | Harry Babcock        | Bertil Uggla         |                                |
| 1920 Anvers          | Frank Foss           | Henry Petersen       | Edwin Myers                    |
| 1924 París           | Lee Barnes           | Glen Graham          | James Brooker                  |
| 1928 Amsterdam       | Sabin Carr           | William Droegemuller | Charles McGinnis               |
| 1932 Los Angeles     | William Miller       | Shuhei Nishida       | George Jefferson               |
| 1936 Berlín          | Earle Meadows        | Shuhei Nishida       | Sueo Oe                        |
| 1948 Londres         | Guinn Smith          | Erkki Kataja         | Bob Richards                   |
| 1952 Hèlsinki        | Bob Richards         | Donald Laz           | Ragnar Lundberg                |
| 1956 Melbourne       | Bob Richards         | Bob Gutowski         | Geórgios Rumbanis              |
| 1960 Roma            | Don Bragg            | Ron Morris           | Eeles Landström                |
| 1964 Tòquio          | Fred Hansen          | Wolfgang Reinhardt   | Klaus Lehnertz                 |
| 1968 ciutat de Mèxic | Bob Seagren          | Claus Schiprowski    | Wolfgang Nordwig               |
| 1972 Múnic           | Wolfgang Nordwig     | Bob Seagren          | Jan Johnson                    |
| 1976 Mont-real       | Tadeusz Ślusarski    | Antti Kalliomäki     | Dave Roberts                   |
| 1980 Moscou          | W. Kozakiewicz       | Tadeusz Ślusarski    | No es concedí                  |
| 1980 Moscou          | W. Kozakiewicz       | Konstantin Volkov    | No es concedí                  |
| 1984 Los Angeles     | Pierre Quinon        | Mike Tully           | Earl Bell                      |
| 1984 Los Angeles     | Pierre Quinon        | Mike Tully           | Thierry Vigneron               |
| 1988 Seül            | Serguei Bubka        | Rodion Gataullin     | Grigori Aleksàndrovitx Iegorov |
| 1992 Barcelona       | Maksim Taràssov      | Igor Trandenkov      | Javier García Chico            |
| 1996 Atlanta         | Jean Galfione        | Igor Trandenkov      | Andrei Tivontchik              |
| 2000 Sydney          | Nick Hysong          | Lawrence Johnson     | Maksim Taràssov                |
| 2004 Atenes          | Timothy Mack         | Toby Stevenson       | Giuseppe Gibilisco             |
| 2008 Pequín          | Steven Hooker        | Yevgeny Lukyanenko   | Denys Yurchenko                |
| 2012 Londres         | Renaud Lavillenie    | Björn Otto           | Raphael Holzdeppe              |
| 2016 Rio             | Thiago Braz da Silva | Renaud Lavillenie    | Sam Kendricks                  |
| 2020 Tòquio          | Armand Duplantis     | Christopher Nilsen   | Thiago Braz da Silva           |

#### Salt de llargada
| Edició               | Or                  | Plata                  | Bronze               |
| 1896 Atenes          | Ellery Clark        | Robert Garrett         | James Connolly       |
| 1900 París           | Alvin Kraenzlein    | Myer Prinstein         | Patrick Leahy        |
| 1904 St. Louis       | Myer Prinstein      | Daniel Frank           | Robert Stangland     |
| 1908 Londres         | Frank Irons         | Daniel Kelly           | Calvin Bricker       |
| 1912 Estocolm        | Albert Gutterson    | Calvin Bricker         | Georg Åberg          |
| 1920 Anvers          | William Petersson   | Carl Johnson           | Erik Abrahamsson     |
| 1924 París           | William Hubbard     | Edward Gourdin         | Sverre Hansen        |
| 1928 Amsterdam       | Ed Hamm             | Silvio Cator           | Alfred Bates         |
| 1932 Los Angeles     | Ed Gordon           | Lambert Redd           | Chuhei Nambu         |
| 1936 Berlín          | Jesse Owens         | Lutz Long              | Naoto Tajima         |
| 1948 Londres         | Willie Steele       | Theo Bruce             | Herb Douglas         |
| 1952 Hèlsinki        | Jerome Biffle       | Meredith Gourdine      | Ödön Földessy        |
| 1956 Melbourne       | Gregory Bell        | John Bennett           | Jorma Valkama        |
| 1960 Roma            | Ralph Boston        | Irvin Roberson         | Íhor Ter-Ovanessian  |
| 1964 Tòquio          | Lynn Davies         | Ralph Boston           | Íhor Ter-Ovanessian  |
| 1968 Ciutat de Mèxic | Bob Beamon          | Klaus Beer             | Ralph Boston         |
| 1972 Múnic           | Randy Williams      | Hans Baumgartner       | Arnie Robinson       |
| 1976 Mont-real       | Arnie Robinson      | Randy Williams         | Frank Wartenberg     |
| 1980 Moscou          | Lutz Dombrowski     | Frank Paschek          | Valeriy Podluzhniy   |
| 1984 Los Angeles     | Carl Lewis          | Gary Honey             | Giovanni Evangelisti |
| 1988 Seül            | Carl Lewis          | Mike Powell            | Larry Myricks        |
| 1992 Barcelona       | Carl Lewis          | Mike Powell            | Joe Greene           |
| 1996 Atlanta         | Carl Lewis          | James Beckford         | Joe Greene           |
| 2000 Sydney          | Iván Pedroso        | Jai Taurima            | Roman Sxurenko       |
| 2004 Atenes          | Dwight Phillips     | John Moffitt           | Joan Lino            |
| 2008 Pequín          | Irving Saladino     | Khotso Mokoena         | Ibrahim Camejo       |
| 2012 Londres         | Greg Rutherford     | Mitchell Watt          | Will Claye           |
| 2016 Rio             | Jeff Henderson      | Luvo Manyonga          | Greg Rutherford      |
| 2020 Tòquio          | Miltiadis Tentoglou | Juan Miguel Echevarría | Maykel Massó         |

#### Triple salt
| Edició               | Or               | Plata                | Bronze                  |
| 1896 Atenes          | James Connolly   | Alexandre Tuffèri    | Ioannis Persakis        |
| 1900 París           | Myer Prinstein   | James Connolly       | Lewis Sheldon           |
| 1904 St. Louis       | Myer Prinstein   | Frederick Engelhardt | Robert Stangland        |
| 1908 Londres         | Tim Ahearne      | Garfield MacDonald   | Edvard Larsen           |
| 1912 Estocolm        | Gustaf Lindblom  | Georg Åberg          | Erik Almlöf             |
| 1920 Anvers          | Vilho Tuulos     | Folke Jansson        | Erik Almlöf             |
| 1924 París           | Nick Winter      | Luis Brunetto        | Vilho Tuulos            |
| 1928 Amsterdam       | Mikio Oda        | Levi Casey           | Vilho Tuulos            |
| 1932 Los Angeles     | Chuhei Nambu     | Erik Svensson        | Kenkichi Oshima         |
| 1936 Berlín          | Naoto Tajima     | Masao Harada         | Jack Metcalfe           |
| 1948 Londres         | Arne Åhman       | George Avery         | Ruhi Sarialp            |
| 1952 Hèlsinki        | Adhemar da Silva | Leonid Shcherbakov   | Arnoldo Devonish        |
| 1956 Melbourne       | Adhemar da Silva | Vilhjálmur Einarsson | Vitold Kreyer           |
| 1960 Roma            | Józef Szmidt     | Vladimir Goryaev     | Vitold Kreyer           |
| 1964 Tòquio          | Józef Szmidt     | Oleg Fedoseyev       | Viktor Kravchenko       |
| 1968 Ciutat de Mèxic | Víktor Sanéiev   | Nelson Prudencio     | Giuseppe Gentile        |
| 1972 Múnic           | Víktor Sanéiev   | Jörg Drehmel         | Nelson Prudencio        |
| 1976 Mont-real       | Víktor Sanéiev   | James Butts          | João Carlos de Oliveira |
| 1980 Moscou          | Jaak Uudmäe      | Víktor Sanéiev       | João Carlos de Oliveira |
| 1984 Los Angeles     | Al Joyner        | Mike Conley          | Keith Connor            |
| 1988 Seül            | Hristo Markov    | Igor Lapshin         | Aleksandr Kovalenko     |
| 1992 Barcelona       | Mike Conley      | Charles Simpkins     | Frank Rutherford        |
| 1996 Atlanta         | Kenny Harrison   | Jonathan Edwards     | Yoelbi Quesada          |
| 2000 Sydney          | Jonathan Edwards | Yoel García          | Denis Kapustin          |
| 2004 Atenes          | Christian Olsson | Marian Oprea         | Danil Burkenya          |
| 2008 Pequín          | Nelson Évora     | Phillips Idowu       | Leevan Sands            |
| 2012 Londres         | Christian Taylor | Will Claye           | Fabrizio Donato         |
| 2016 Rio             | Christian Taylor | Will Claye           | Dong Bin                |
| 2020 Tòquio          | Pedro Pichardo   | Zhu Yaming           | Hugues Fabrice Zango    |

#### Llançament de pes
| Edició               | Or                | Plata              | Bronze               |
| 1896 Atenes          | Robert Garrett    | Miltiades Gouskos  | Georgios Papasideris |
| 1900 París           | Richard Sheldon   | Josiah McCracken   | Robert Garrett       |
| 1904 St. Louis       | Ralph Rose        | Wesley Coe         | Lawrence Feuerbach   |
| 1908 Londres         | Ralph Rose        | Denis Horgan       | John Garrels         |
| 1912 Estocolm        | Patrick McDonald  | Ralph Rose         | Lawrence Whitney     |
| 1920 Anvers          | Ville Pörhölä     | Elmer Niklander    | Harry Liversedge     |
| 1924 París           | Clarence Houser   | Glenn Hartranft    | Ralph Hills          |
| 1928 Amsterdam       | John Kuck         | Herman Brix        | Emil Hirschfeld      |
| 1932 Los Angeles     | Leo Sexton        | Harlow Rothert     | František Douda      |
| 1936 Berlín          | Hans Woellke      | Sulo Bärlund       | Gerhard Stöck        |
| 1948 Londres         | Wilbur Thompson   | Jim Delaney        | Jim Fuchs            |
| 1952 Hèlsinki        | Parry O'Brien     | Darrow Hooper      | Jim Fuchs            |
| 1956 Melbourne       | Parry O'Brien     | Bill Nieder        | Jiří Skobla          |
| 1960 Roma            | Bill Nieder       | Parry O'Brien      | Dallas Long          |
| 1964 Tòquio          | Dallas Long       | Randy Matson       | Vilmos Varjú         |
| 1968 Ciutat de Mèxic | Randy Matson      | George Woods       | Eduard Gushchin      |
| 1972 Múnic           | Władysław Komar   | George Woods       | Hartmut Briesenick   |
| 1976 Mont-real       | Udo Beyer         | Yevgeny Mironov    | A. Baryshnikov       |
| 1980 Moscou          | Vladimir Kiselyov | A. Baryshnikov     | Udo Beyer            |
| 1984 Los Angeles     | Alessandro Andrei | Michael Carter     | Dave Laut            |
| 1988 Seül            | Ulf Timmermann    | Randy Barnes       | Werner Günthör       |
| 1992 Barcelona       | Mike Stulce       | Jim Doehring       | Vyacheslav Lykho     |
| 1996 Atlanta         | Randy Barnes      | John Godina        | Oleksandr Bagach     |
| 2000 Sydney          | Arsi Harju        | Adam Nelson        | John Godina          |
| 2004 Atenes          | Adam Nelson       | Joachim Olsen      | Manuel Martinez      |
| 2008 Pequín          | Tomasz Majewski   | Christian Cantwell | Andrei Mikhnevich    |
| 2012 Londres         | Tomasz Majewski   | David Storl        | Reese Hoffa          |
| 2016 Rio             | Ryan Crouser      | Joe Kovacs         | Tomas Walsh          |
| 2020 Tòquio          | Ryan Crouser      | Joe Kovacs         | Tomas Walsh          |

#### Llançament de disc
| Edició               | Or                 | Plata                 | Bronze              |
| 1896 Atenes          | Robert Garrett     | P. Paraskevópulos     | Sotirios Versís     |
| 1900 París           | Rudolf Bauer       | František Janda-Suk   | Richard Sheldon     |
| 1904 St. Louis       | Martin Sheridan    | Ralph Rose            | Nikolaos Georgantas |
| 1908 Londres         | Martin Sheridan    | Merritt Giffin        | Marquis Horr        |
| 1912 Estocolm        | Armas Taipale      | Richard Byrd          | James Duncan        |
| 1920 Anvers          | Elmer Niklander    | Armas Taipale         | Gus Pope            |
| 1924 París           | Clarence Houser    | Vilho Niittymaa       | Thomas Lieb         |
| 1928 Amsterdam       | Clarence Houser    | Antero Kivi           | James Corson        |
| 1932 Los Angeles     | John Anderson      | Henri LaBorde         | Paul Winter         |
| 1936 Berlín          | Ken Carpenter      | Gordon Dunn           | Giorgio Oberweger   |
| 1948 Londres         | Adolfo Consolini   | Giuseppe Tosi         | Fortune Gordien     |
| 1952 Hèlsinki        | Sim Iness          | Adolfo Consolini      | James Dillion       |
| 1956 Melbourne       | Al Oerter          | Fortune Gordien       | Des Koch            |
| 1960 Roma            | Al Oerter          | Rink Babka            | Dick Cochran        |
| 1964 Tòquio          | Al Oerter          | Ludvík Daněk          | Dave Weill          |
| 1968 Ciutat de Mèxic | Al Oerter          | Lothar Milde          | Ludvík Daněk        |
| 1972 Múnic           | Ludvík Daněk       | Jay Silvester         | Ricky Bruch         |
| 1976 Mont-real       | Mac Wilkins        | Wolfgang Schmidt      | John Powell         |
| 1980 Moscou          | Viktor Rashchupkin | Imrich Bugár          | Luis Delís          |
| 1984 Los Angeles     | Rolf Danneberg     | Mac Wilkins           | John Powell         |
| 1988 Seül            | Jürgen Schult      | Romas Ubartas         | Rolf Danneberg      |
| 1992 Barcelona       | Romas Ubartas      | Jürgen Schult         | Roberto Moya        |
| 1996 Atlanta         | Lars Riedel        | Vladimir Dubrovshchik | Vasiliy Kaptyukh    |
| 2000 Sydney          | Virgilijus Alekna  | Lars Riedel           | Frantz Kruger       |
| 2004 Atenes          | Virgilijus Alekna  | Zoltán Kövágó         | Aleksander Tammert  |
| 2008 Pequín          | Gerd Kanter        | Piotr Małachowski     | Virgilijus Alekna   |
| 2012 Londres         | Robert Harting     | Virgilijus Alekna     | Ehsan Haddadi       |
| 2016 Rio             | Christoph Harting  | Piotr Małachowski     | Daniel Jasinski     |
| 2020 Tòquio          | Daniel Ståhl       | Simon Pettersson      | Lukas Weißhaidinger |

#### Llançament de martell
| Edició               | Or                  | Plata              | Bronze              |
| 1900 París           | John Flanagan       | Truxton Hare       | Josiah McCracken    |
| 1904 St. Louis       | John Flanagan       | John DeWitt        | Ralph Rose          |
| 1908 Londres         | John Flanagan       | Matt McGrath       | Con Walsh           |
| 1912 Estocolm        | Matt McGrath        | Duncan Gillis      | Clarence Childs     |
| 1920 Anvers          | Patrick Ryan        | Carl Johan Lind    | Basil Bennett       |
| 1924 París           | Fred Tootell        | Matt McGrath       | Malcolm Nokes       |
| 1928 Amsterdam       | Pat O'Callaghan     | Ossian Skiöld      | Edmund Black        |
| 1932 Los Angeles     | Pat O'Callaghan     | Ville Pörhölä      | Peter Zaremba       |
| 1936 Berlín          | Karl Hein           | Erwin Blask        | Fred Warngård       |
| 1948 Londres         | Imre Németh         | Ivan Gubijan       | Bob Bennett         |
| 1952 Hèlsinki        | József Csermák      | Karl Storch        | Imre Németh         |
| 1956 Melbourne       | Harold Connolly     | Mikhail Krivonosov | Anatoli Samotsvetov |
| 1960 Roma            | Vasily Rudenkov     | Gyula Zsivótzky    | Tadeusz Rut         |
| 1964 Tòquio          | Romuald Klim        | Gyula Zsivótzky    | Uwe Beyer           |
| 1968 Ciutat de Mèxic | Gyula Zsivótzky     | Romuald Klim       | Lázár Lovász        |
| 1972 Múnic           | Anatoly Bondarchuck | Jochen Sachse      | Vasiliy Khmelevskiy |
| 1976 Mont-real       | Yuriy Sedykh        | Aleksey Spiridonov | Anatoly Bondarchuck |
| 1980 Moscou          | Yuriy Sedykh        | Sergey Litvinov    | Jüri Tamm           |
| 1984 Los Angeles     | Juha Tiainen        | Karl-Hans Riehm    | Klaus Ploghaus      |
| 1988 Seül            | Sergey Litvinov     | Yuriy Sedykh       | Jüri Tamm           |
| 1992 Barcelona       | Andrei Abduvalíev   | Igor Astapkovich   | Igor Nikulin        |
| 1996 Atlanta         | Balázs Kiss         | Lance Deal         | Oleksandr Krykun    |
| 2000 Sydney          | Szymon Ziółkowski   | Nicola Vizzoni     | Igor Astapkovich    |
| 2004 Atenes          | Koji Murofushi      | Sense assignar     | Esref Apak          |
| 2008 Pequín          | Primož Kozmus       | Vadim Devyatovskiy | Ivan Tsikhan        |
| 2012 Londres         | Krisztián Pars      | Primož Kozmus      | Koji Murofushi      |
| 2016 Rio             | Dilshod Nazarov     | Ivan Tsikhan       | Wojciech Nowicki    |
| 2020 Tòquio          | Wojciech Nowicki    | Eivind Henriksen   | Paweł Fajdek        |

#### Llançament de javelina
| Edició               | Or                  | Plata              | Bronze            |
| 1908 Londres         | Eric Lemming        | Arne Halse         | Otto Nilsson      |
| 1912 Estocolm        | Eric Lemming        | Juho Saaristo      | Mór Kóczán        |
| 1920 Anvers          | Jonni Myyrä         | Urho Peltonen      | Pekka Johansson   |
| 1924 París           | Jonni Myyrä         | Gunnar Lindström   | Eugene Oberst     |
| 1928 Amsterdam       | Erik Lundqvist      | Béla Szepes        | Olav Sunde        |
| 1932 Los Angeles     | Matti Järvinen      | Matti Sippala      | Eino Penttilä     |
| 1936 Berlín          | Gerhard Stöck       | Yrjö Nikkanen      | Kalervo Toivonen  |
| 1948 Londres         | Tapio Rautavaara    | Steve Seymour      | József Várszegi   |
| 1952 Hèlsinki        | Cyrus Young         | Bill Miller        | Toivo Hyytiäinen  |
| 1956 Melbourne       | Egil Danielsen      | Janusz Sidło       | Viktor Tsybulenko |
| 1960 Roma            | Viktor Tsybulenko   | Walter Krüger      | Gergely Kulcsár   |
| 1964 Tòquio          | Pauli Nevala        | Gergely Kulcsár    | Jānis Lūsis       |
| 1968 Ciutat de Mèxic | Jānis Lūsis         | Jorma Kinnunen     | Gergely Kulcsár   |
| 1972 Múnic           | Klaus Wolfermann    | Jānis Lūsis        | Bill Schmidt      |
| 1976 Mont-real       | Miklós Németh       | Hannu Siitonen     | Gheorghe Megelea  |
| 1980 Moscou          | Dainis Kūla         | Aleksandr Makarov  | Wolfgang Hanisch  |
| 1984 Los Angeles     | Arto Härkönen       | Dave Ottley        | Kenth Eldebrink   |
| 1988 Seül            | Tapio Korjus        | Jan Železný        | Seppo Räty        |
| 1992 Barcelona       | Jan Železný         | Seppo Räty         | Steve Backley     |
| 1996 Atlanta         | Jan Železný         | Steve Backley      | Seppo Räty        |
| 2000 Sydney          | Jan Železný         | Steve Backley      | Sergey Makarov    |
| 2004 Atenes          | Andreas Thorkildsen | Vadims Vasiļevskis | Sergey Makarov    |
| 2008 Pequín          | Andreas Thorkildsen | Ainārs Kovals      | Tero Pitkämäki    |
| 2012 Londres         | Keshorn Walcott     | Per atorgar        | Antti Ruuskanen   |
| 2016 Rio             | Thomas Röhler       | Julius Yego        | Keshorn Walcott   |
| 2020 Tòquio          | Neeraj Chopra       | Jakub Vadlejch     | Vítězslav Veselý  |

#### Decatló
| Edició               | Or                                   | Plata                                | Bronze                               |
| 1904 St. Louis       | Tom Kiely                            | Adam Gunn                            | Truxton Hare                         |
| 1908 Londres         | No fou inclòs en el programa olímpic | No fou inclòs en el programa olímpic | No fou inclòs en el programa olímpic |
| 1912 Estocolm        | Jim Thorpe                           | Charles Lomberg                      | Gösta Holmér                         |
| 1912 Estocolm        | Hugo Wieslander                      | Charles Lomberg                      | Gösta Holmér                         |
| 1920 Anvers          | Helge Løvland                        | Brutus Hamilton                      | Bertil Ohlson                        |
| 1924 París           | Harold Osborn                        | Emerson Norton                       | Aleksander Klumberg                  |
| 1928 Amsterdam       | Paavo Yrjölä                         | Akilles Järvinen                     | Ken Doherty                          |
| 1932 Los Angeles     | James Bausch                         | Akilles Järvinen                     | Wolrad Eberle                        |
| 1936 Berlín          | Glenn Morris                         | Robert Clark                         | Jack Parker                          |
| 1948 Londres         | Robert Mathias                       | Ignace Heinrich                      | Floyd Simmons                        |
| 1952 Hèlsinki        | Robert Mathias                       | Milt Campbell                        | Floyd Simmons                        |
| 1956 Melbourne       | Milt Campbell                        | Rafer Johnson                        | Vasili Kuznetsov                     |
| 1960 Roma            | Rafer Johnson                        | Yang Chuan-Kwang                     | Vasili Kuznetsov                     |
| 1964 Tòquio          | Willi Holdorf                        | Rein Aun                             | Hans-Joachim Walde                   |
| 1968 Ciutat de Mèxic | Bill Toomey                          | Hans-Joachim Walde                   | Kurt Bendlin                         |
| 1972 Múnic           | Nikolai Avilov                       | Leonid Litvinenko                    | Ryszard Katus                        |
| 1976 Mont-real       | Bruce Jenner                         | Guido Kratschmer                     | Nikolai Avilov                       |
| 1980 Moscou          | Daley Thompson                       | Yuri Kutsenko                        | Sergei Zhelanov                      |
| 1984 Los Angeles     | Daley Thompson                       | Jürgen Hingsen                       | Siegfried Wentz                      |
| 1988 Seül            | Christian Schenk                     | Torsten Voss                         | David Steen                          |
| 1992 Barcelona       | Robert Změlík                        | Antonio Peñalver                     | Dave Johnson                         |
| 1996 Atlanta         | Dan O'Brien                          | Frank Busemann                       | Tomáš Dvořák                         |
| 2000 Sydney          | Erki Nool                            | Roman Šebrle                         | Chris Huffins                        |
| 2004 Atenes          | Roman Šebrle                         | Bryan Clay                           | Dmitri Kàrpov                        |
| 2008 Pequín          | Bryan Clay                           | Andrei Krauchanka                    | Leonel Suárez                        |
| 2012 Londres         | Ashton Eaton                         | Trey Hardee                          | Leonel Suárez                        |
| 2016 Rio             | Ashton Eaton                         | Kevin Mayer                          | Damian Warner                        |
| 2020 Tòquio          | Damian Warner                        | Kevin Mayer                          | Ashley Moloney                       |

### Programa eliminat

#### 60 m
| Edició         | Or               | Plata            | Bronze         |
| 1900 París     | Alvin Kraenzlein | John Tewksbury   | Stanley Rowley |
| 1904 St. Louis | Archie Hahn      | William Hogenson | Fay Moulton    |

#### 200 m tanques
| Edició         | Or               | Plata            | Bronze         |
| 1900 París     | Alvin Kraenzlein | Norman Pritchard | John Tewksbury |
| 1904 St. Louis | Harry Hillman    | Frank Castleman  | George Poage   |

#### 2.500 m osbtacles
| Edició     | Or           | Plata           | Bronze            |
| 1900 París | George Orton | Sidney Robinson | Jacques Chastanié |

#### 2.590 m obstacles
| Edició         | Or            | Plata     | Bronze        |
| 1904 St. Louis | Jim Lightbody | John Daly | Arthur Newton |

#### 3.200 m obstacles
| Edició       | Or             | Plata            | Bronze      |
| 1908 Londres | Arthur Russell | Archie Robertson | John Eisele |

#### 4.000 m obstacles
| Edició     | Or          | Plata           | Bronze          |
| 1900 París | John Rimmer | Charles Bennett | Sidney Robinson |

#### 1.600 m relleus
| Edició       | Or                                                                             | Plata                                                              | Bronze                                                        |
| 1908 Londres | Estats UnitsWilliam Hamilton · Nathaniel Cartmell · John Taylor · Mel Sheppard | AlemanyaArthur Hoffmann · Hans Eicke · Otto Trieloff · Hanns Braun | HongriaPál Simon · Frigyes Wiesner · József Nagy · Ödön Bodor |

#### 3.000 m equips
| Edició        | Or                                                                                | Plata                                                                       | Bronze                                                                                  |
| 1912 Estocolm | Estats UnitsTell Berna · George Bonhag · Abel Kiviat · Louis Scott · Norman Taber | SuèciaBror Fock · Nils Frykberg · Thorild Olsson · Ernst Wide · John Zander | Regne UnitWilliam Cottrill · George Hutson · William Moore · Edward Owen · Cyril Porter |
| 1920 Anvers   | Estats UnitsHorace Brown · Ivan Dresser · Arlie Schardt                           | Regne UnitCharles Blewitt · Albert Hill · William Seagrove                  | SuèciaEric Backman · Sven Lundgren · Edvin Wide                                         |
| 1924 París    | FinlàndiaElias Katz · Paavo Nurmi · Ville Ritola                                  | Regne UnitHarry Johnston · Bernhard McDonald · George Webber                | Estats UnitsWilliam Cox · Edward Kirby · Willard Tibbetts                               |

#### 5.000 m equips
| Edició     | Or                                                                                | Plata                                                                                          | Bronze        |
| 1900 París | Equip mixtCharles Bennett John Rimmer Sidney Robinson Alfred Tysoe Stanley Rowley | FrançaHenri Deloge · Gaston Ragueneau · Jacques Chastanié · André Castanet · Michel Champoudry | No es concedí |

#### 3 milles per equips
| Edició       | Or                                                       | Plata                                                   | Bronze                                                  |
| 1908 Londres | Regne UnitJoe Deakin · Archie Robertson · William Coales | Estats UnitsJohn Eisele · George Bonhag · Herbert Trube | FrançaLouis de Fleurac · Joseph Dreher · Paul Lizandier |

#### 4 milles per equips
| Edició         | Or                                                                                            | Plata                                                                        | Bronze        |
| 1904 St. Louis | Estats UnitsArthur Newton · George Underwood · Paul Pilgrim · Howard Valentine · David Munson | Equip mixtJim Lightbody William Verner Lacey Hearn Albert Coray Sidney Hatch | No es concedí |

#### 5 milles
| Edició       | Or         | Plata       | Bronze         |
| 1908 Londres | Emil Voigt | Edward Owen | Johan Svanberg |

#### Cross individual
| Edició        | Or                 | Plata             | Bronze             |
| 1912 Estocolm | Hannes Kolehmainen | Hjalmar Andersson | John Eke           |
| 1920 Anvers   | Paavo Nurmi        | Eric Backman      | Heikki Liimatainen |
| 1924 París    | Paavo Nurmi        | Ville Ritola      | Earl Johnson       |

#### Cross per equips
| Edició        | Or                                                             | Plata                                                       | Bronze                                                         |
| 1912 Estocolm | SuèciaHjalmar Andersson · John Eke · Josef Ternström           | FinlàndiaHannes Kolehmainen Jalmari Eskola Albin Stenroos   | Regne UnitFrederick Hibbins · Ernest Glover · Thomas Humphreys |
| 1920 Anvers   | FinlàndiaPaavo Nurmi · Heikki Liimatainen · Teodor Koskenniemi | Regne UnitJames Wilson · Anton Hegarty · Alfred Nichols     | SuèciaEric Backman · Gustaf Mattsson · Hilding Ekman           |
| 1924 París    | FinlàndiaPaavo Nurmi · Ville Ritola · Heikki Liimatainen       | Estats UnitsEarl Johnson · Arthur Studenroth · August Fager | FrançaHenri Lauvaux · Gaston Heuet · Maurice Norland           |

#### 3.000 m marxa
| Edició      | Or           | Plata         | Bronze        |
| 1920 Anvers | Ugo Frigerio | George Parker | Richard Remer |

#### 3.500 m marxa
| Edició       | Or            | Plata       | Bronze     |
| 1908 Londres | George Larner | Ernest Webb | Harry Kerr |

#### 10 km marxa
| Edició        | Or                                   | Plata                                | Bronze                               |
| 1912 Estocolm | George Goulding                      | Ernest Webb                          | Fernando Altimani                    |
| 1920 Anvers   | Ugo Frigerio                         | Joseph Pearman                       | Charles Gunn                         |
| 1924 París    | Ugo Frigerio                         | Gordon Goodwin                       | Cecil McMaster                       |
| 1928–1936     | No fou inclòs en el programa olímpic | No fou inclòs en el programa olímpic | No fou inclòs en el programa olímpic |
| 1948 Londres  | John Mikaelsson                      | Ingemar Johansson                    | Fritz Schwab                         |
| 1952 Hèlsinki | John Mikaelsson                      | Fritz Schwab                         | Bruno Junk                           |

#### 10 milles marxa
| Edició       | Or            | Plata       | Bronze         |
| 1908 Londres | George Larner | Ernest Webb | Edward Spencer |

#### Salt d'alçada aturat
| Edició         | Or          | Plata                    | Bronze                   |
| 1900 París     | Ray Ewry    | Irving Baxter            | Lewis Sheldon            |
| 1904 St. Louis | Ray Ewry    | Joseph Stadler           | Lawson Robertson         |
| 1908 Londres   | Ray Ewry    | John Biller              | No es concedí            |
| 1908 Londres   | Ray Ewry    | Konstandinos Tsiklitiras | No es concedí            |
| 1912 Estocolm  | Platt Adams | Benjamin Adams           | Konstandinos Tsiklitiras |

#### Salt de llargada aturat
| Edició         | Or                       | Plata                    | Bronze            |
| 1900 París     | Ray Ewry                 | Irving Baxter            | Emile Torcheboeuf |
| 1904 St. Louis | Ray Ewry                 | Charles King             | John Biller       |
| 1908 Londres   | Ray Ewry                 | Konstandinos Tsiklitiras | Martin Sheridan   |
| 1912 Estocolm  | Konstandinos Tsiklitiras | Platt Adams              | Benjamin Adams    |

#### Triple salt aturat
| Edició         | Or       | Plata         | Bronze         |
| 1900 París     | Ray Ewry | Irving Baxter | Robert Garrett |
| 1904 St. Louis | Ray Ewry | Charles King  | Joseph Stadler |

#### Llançament de pes a dues mans
| Edició        | Or         | Plata            | Bronze          |
| 1912 Estocolm | Ralph Rose | Patrick McDonald | Elmer Niklander |

#### Llançament de pes de 56 lliures
| Edició         | Or                                   | Plata                                | Bronze                               |
| 1904 St. Louis | Étienne Desmarteau                   | John Flanagan                        | James Mitchel                        |
| 1908-1912      | No fou inclòs en el programa olímpic | No fou inclòs en el programa olímpic | No fou inclòs en el programa olímpic |
| 1920 Anvers    | Patrick McDonald                     | Patrick Ryan                         | Carl Johan Lind                      |

#### Llançament de disc a estil antic
| Edició       | Or              | Plata        | Bronze          |
| 1908 Londres | Martin Sheridan | Marquis Horr | Verner Järvinen |

#### Llançament de disc a dues mans
| Edició        | Or            | Plata           | Bronze         |
| 1912 Estocolm | Armas Taipale | Elmer Niklander | Emil Magnusson |

#### Llançament de javelina estil lliure
| Edició       | Or           | Plata            | Bronze     |
| 1908 Londres | Eric Lemming | Michalis Dorizas | Arne Halse |

#### Llançament de javelina a dues mans
| Edició        | Or            | Plata            | Bronze        |
| 1912 Estocolm | Juho Saaristo | Väinö Siikaniemi | Urho Peltonen |

#### Triatló
| Edició         | Or           | Plata      | Bronze       |
| 1904 St. Louis | Max Emmerich | John Grieb | William Merz |

#### Pentatló
| Edició        | Or            | Plata           | Bronze          |
| 1912 Estocolm | Ferdinand Bie | James Donahue   | Frank Lukeman   |
| 1912 Estocolm | Jim Thorpe    | James Donahue   | Frank Lukeman   |
| 1920 Anvers   | Eero Lehtonen | Everett Bradley | Hugo Lahtinen   |
| 1924 París    | Eero Lehtonen | Elemér Somfay   | Robert LeGendre |